# فندق‌شکن کلارک
فندق‌شکن کلارک(نام علمی: Nucifraga columbiana) نام یک گونه از سرده فندق‌شکن است.